# Grågul månmätare
Grågul månmätare, Selenia dentaria är en fjärilsart som beskrevs av Johan Christian Fabricius 1775. Enligt Catalogue of Life är det vetenskapliga namnet istället Selenia bilunaria beskriven med det namnet av Eugen Johann Christoph Esper 1794. Grågul månmätare ingår i släktet Selenia och familjen mätare, Geometridae. Arten är reproducerande i Sverige. En underart finns listad i Catalogue of Life, Selenia bilunaria alpestris Wehrli, 1940.

## Bildgalleri

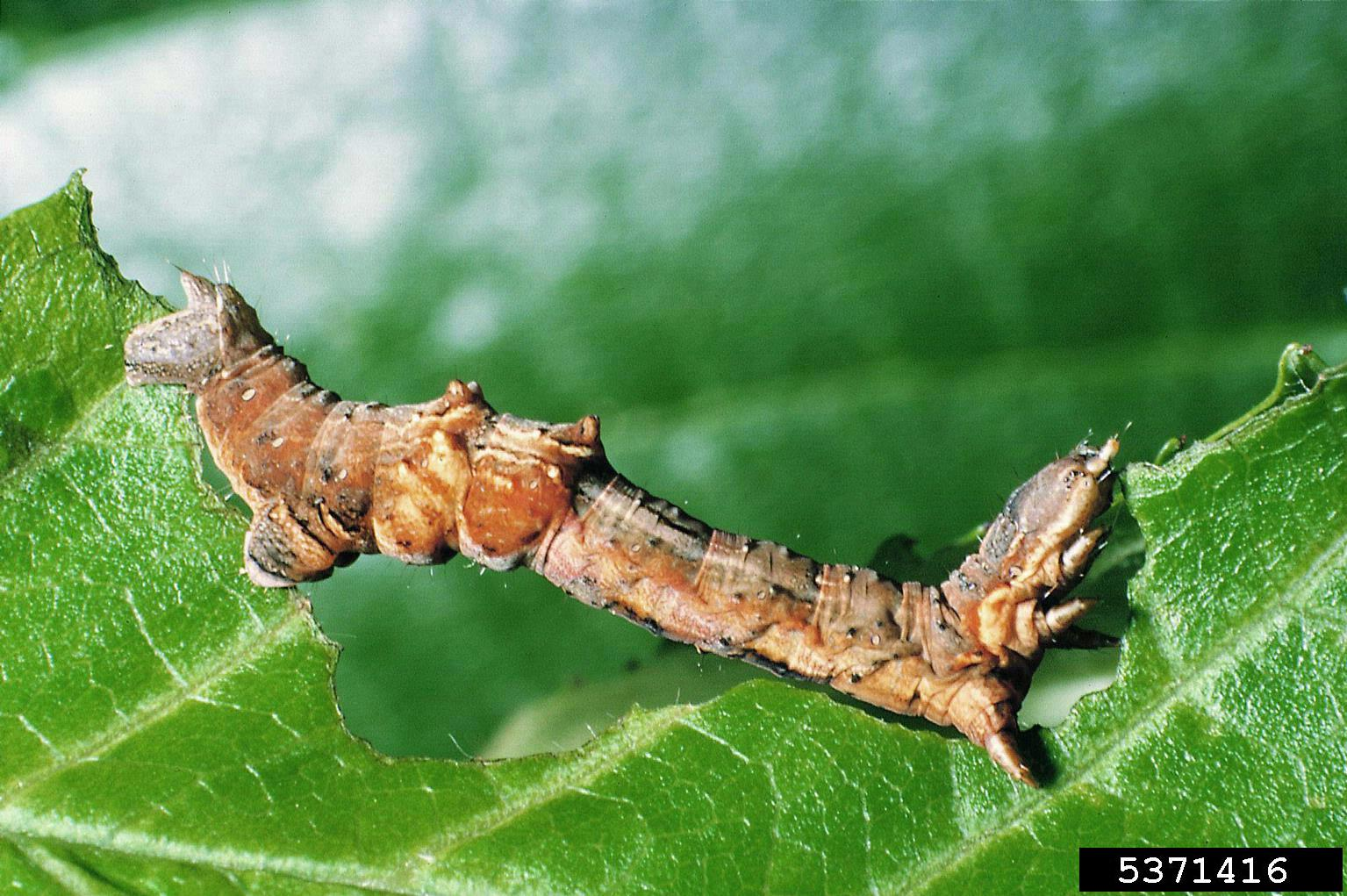
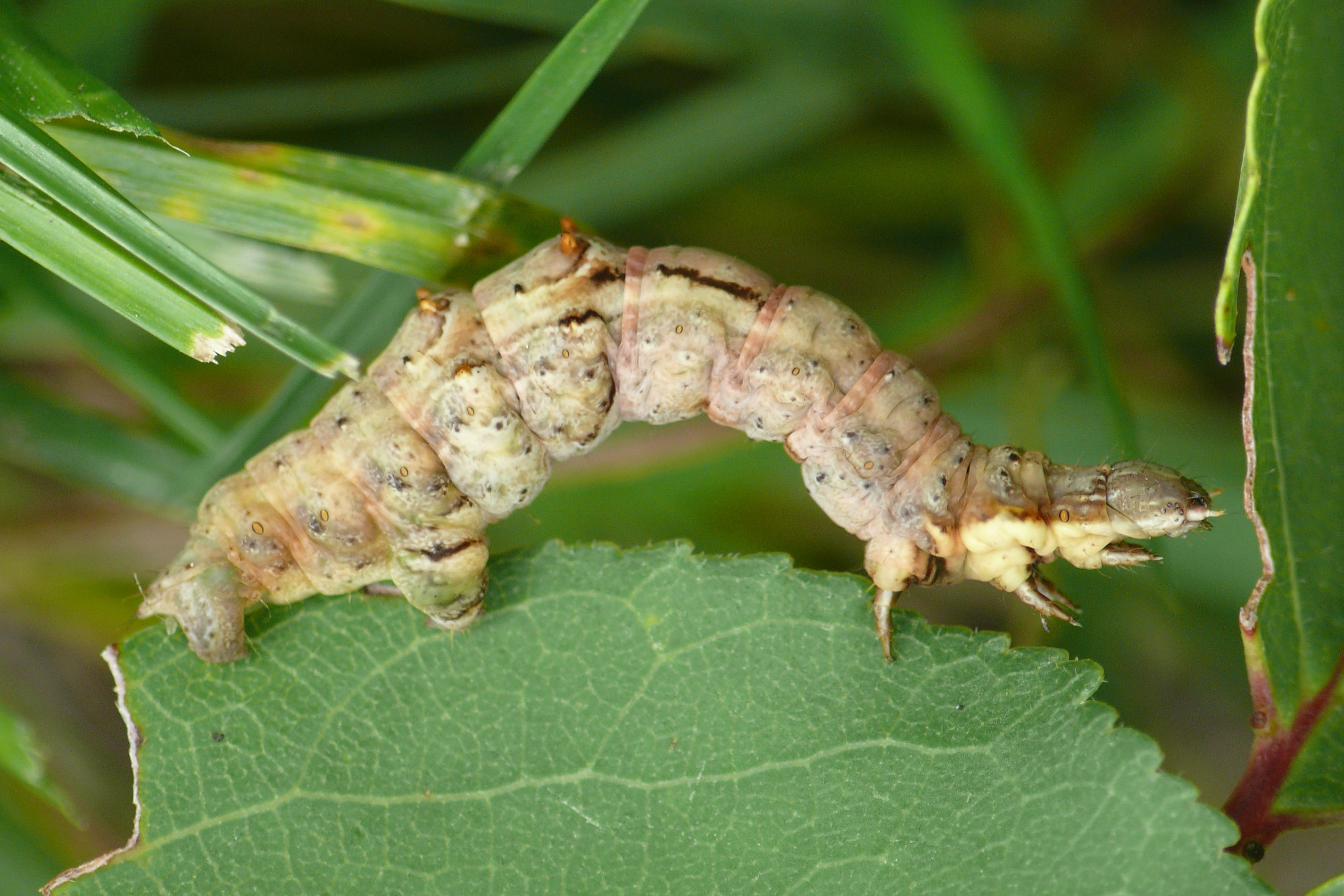
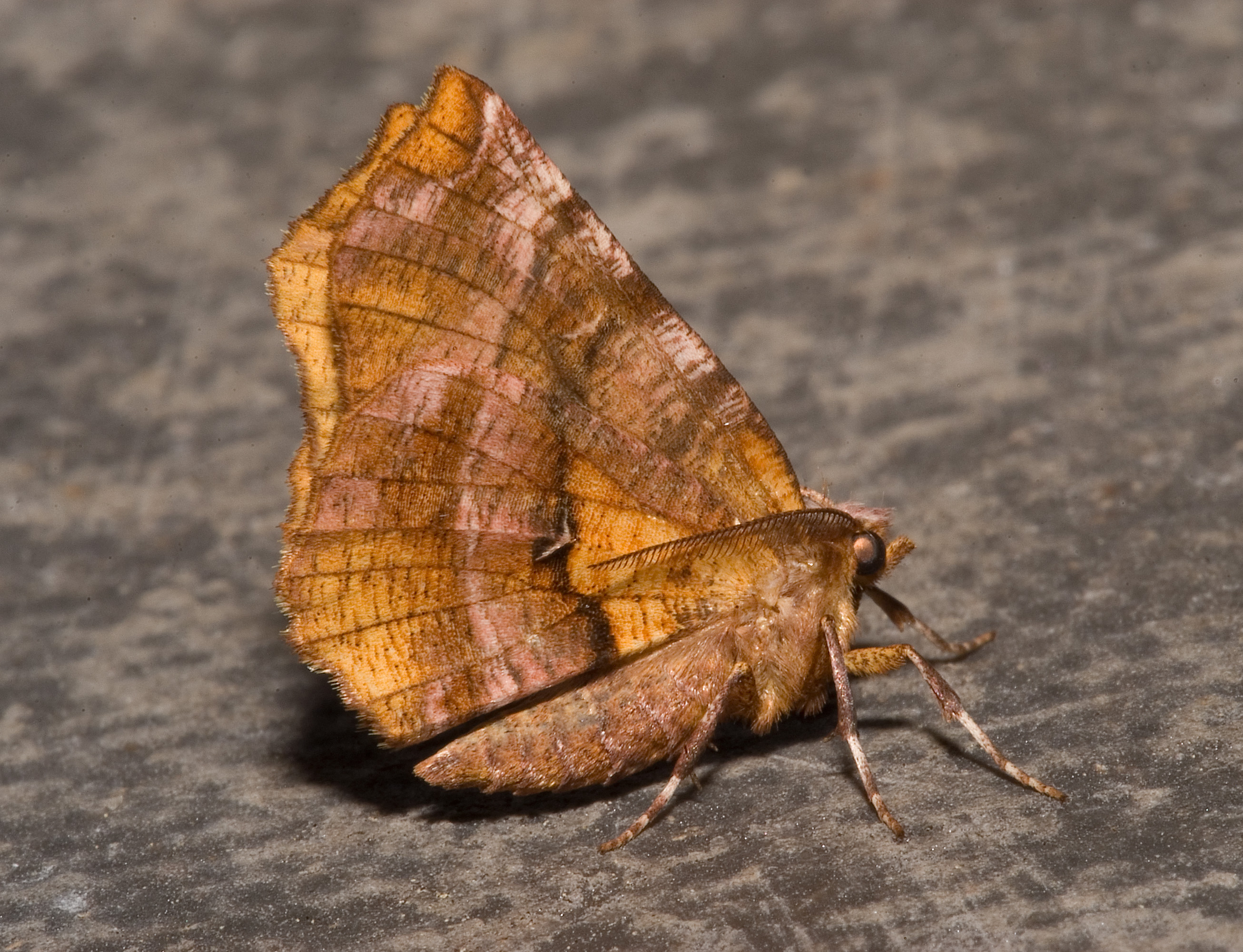